# Torras i Bages (métro de Barcelone)
Torras i Bages est une station de la ligne 1 du métro de Barcelone. Elle est située, dans le district de Sant Andreu, à Barcelone en Catalogne.
Elle est mise en service en 1968, lors de l'ouverture d'un prolongement de la ligne 1.

## Situation sur le réseau

Plan du métro de Barcelone (2019).

Établie en souterrain, la station Torras i Bages de la ligne 1 du métro de Barcelone, est établie entre la station, Sant Andreu, en direction de la station terminus Hospital de Bellvitge, et la station Trinitat Vella, en direction de la station terminus Fondo,.

## Histoire
La station Torras i Bages est mise en service le 14 mars 1968, lors du prolongement de la ligne 1 entre Fabra i Puig et Torras i Bages. Elle doit son nom à l'avenue nommée Josep Torras i Bages, un membre du clergé et écrivain au XIXe siècle.